# Matra MS80
Matra MS80 je bil Matrin dirkalnik Formule 1 za sezono 1969, ko sta z njim dirkala Jackie Stewart in Jean-Pierre Beltoise. Poganjal ga je motor Cosworth DFV z delovno prostornino 3000 cm³, ki je lahko proizvajal okoli 420 KM. Stewart je z njim osvojil dirkaški naslov prvaka s petimi zmagami, moštvo pa tudi konstruktorskega. 
Uradno je z dirkalnikom nastopalo moštvo Tyrrell Racing Organization. MS80 je bil eden prvih dirkalnikov Formule 1, ki je s pomočjo krilc povečeval pritisk pnevmatik na stezo. To se je prvič pojavilo v sezoni 1968. Zaradi več hujših nesreč so bila visoka krilca prepovedana in so morala bili pritrjena direktno na šasijo. Uporabljeni sta bili le dve šasiji, tretje je bila izdelala, toda ostala je nedotaknjena dokler ni EPAF leta 2006 iz nje naredil dirkalnik. Jackie Stewart se je v reviji British Motor Sport leta 2006 označil Matro MS80 kot najbolje vodljiv dirkalnik Formule 1, s katerim je kadarkoli dirkal. 

## Popolni rezultati Formule 1
(legenda) 
| Leto | Moštvo                      | Motor             | Gume | Dirkača              | 1   | 2   | 3   | 4   | 5   | 6  | 7   | 8   | 9   | 10  | 11  | Toč | Prv |
| ---- | --------------------------- | ----------------- | ---- | -------------------- | --- | --- | --- | --- | --- | -- | --- | --- | --- | --- | --- | --- | --- |
| 1969 |                             |                   |      |                      | JAR | ŠPA | MON | NIZ | FRA | VB | NEM | ITA | KAN | ZDA | MEH | 66  | 1.  |
| 1969 | Tyrrell Racing Organization | Ford Cosworth DFV | D    | Jackie Stewart       |     | 1   | Ret | 1   | 1   | 1  | 2   | 1   | Ret | Ret | 4   | 66  | 1.  |
| 1969 | Tyrrell Racing Organization | Ford Cosworth DFV | D    | Jean-Pierre Beltoise |     | 3   | Ret | 8   | 2   |    | 12  | 3   | 4   | Ret | 5   | 66  | 1.  |